# Кёльнский далер
Далер (от н.-нем. Dahler — талер) — распространённое в XVIII столетии в Кёльне название крупных серебряных монет номиналом в 2⁄3 талера или гульден согласно нормам циннской (действовала с 1667 по 1687 годы) и лейпцигской (с 1690 года) монетных стоп.
В самом Кёльне, несмотря на широкое использование и даже собственное именование, монеты номиналом в 2⁄3 талера или гульден чеканили всего несколько лет, в 1693—1695, 1700 и 1716 годах.